# Liste des sites Ramsar à Cuba
Cet article recense les zones humides de Cuba concernées par la convention de Ramsar.

## Statistiques
La convention de Ramsar est entrée en vigueur à Cuba le 12 août 2001.
En janvier 2020, le pays compte 6 sites Ramsar, couvrant une superficie de 11 884,11 km2.

## Liste
| Site                                        | Province                     | Notes | Date             | Superficie (km²) | Altitude (m) | Identifiant Ramsar | Identifiant WDPA | Coordonnées                         | Photo |
| ------------------------------------------- | ---------------------------- | ----- | ---------------- | ---------------- | ------------ | ------------------ | ---------------- | ----------------------------------- | ----- |
| Marais de Zapata                            | Matanzas                     |       | 12 avril 2001    | 4 520,00         | 0 - 10       | 1062               | 900569           | 22° 19′ 59″ nord, 81° 22′ 01″ ouest |       |
| Buenavista (es)                             | Villa Clara, Sancti Spíritus |       | 18 novembre 2002 | 3 135,00         | 0 - 25       | 1233               | 900763           | 22° 27′ 00″ nord, 78° 49′ 01″ ouest |       |
| Marais de Lanier (es)                       | Île de la Jeunesse           |       | 18 novembre 2002 | 1 262,00         | -6 - 40      | 1234               | 900764           | 21° 36′ nord, 82° 48′ ouest         |       |
| Grande zone humide du nord deCiego de Ávila | Ciego de Ávila               |       | 18 novembre 2002 | 2 268,75         | -5 - 1       | 1235               | 900765           | 22° 19′ 01″ nord, 78° 28′ 59″ ouest |       |
| Zone humide du delta du Cauto               | Granma, Las Tunas            |       | 18 novembre 2002 | 478,36           | 0 - 1        | 1236               | 900766           | 20° 34′ 01″ nord, 77° 12′ 00″ ouest |       |
| Zone humide du río Máximo-Camagüey          | Camagüey                     |       | 18 novembre 2002 | 220,00           | -4 - 5       | 1237               | 901221           | 21° 43′ 01″ nord, 77° 27′ 00″ ouest |       |